# Varangue (marine)
Pour les articles homonymes, voir Varangue.

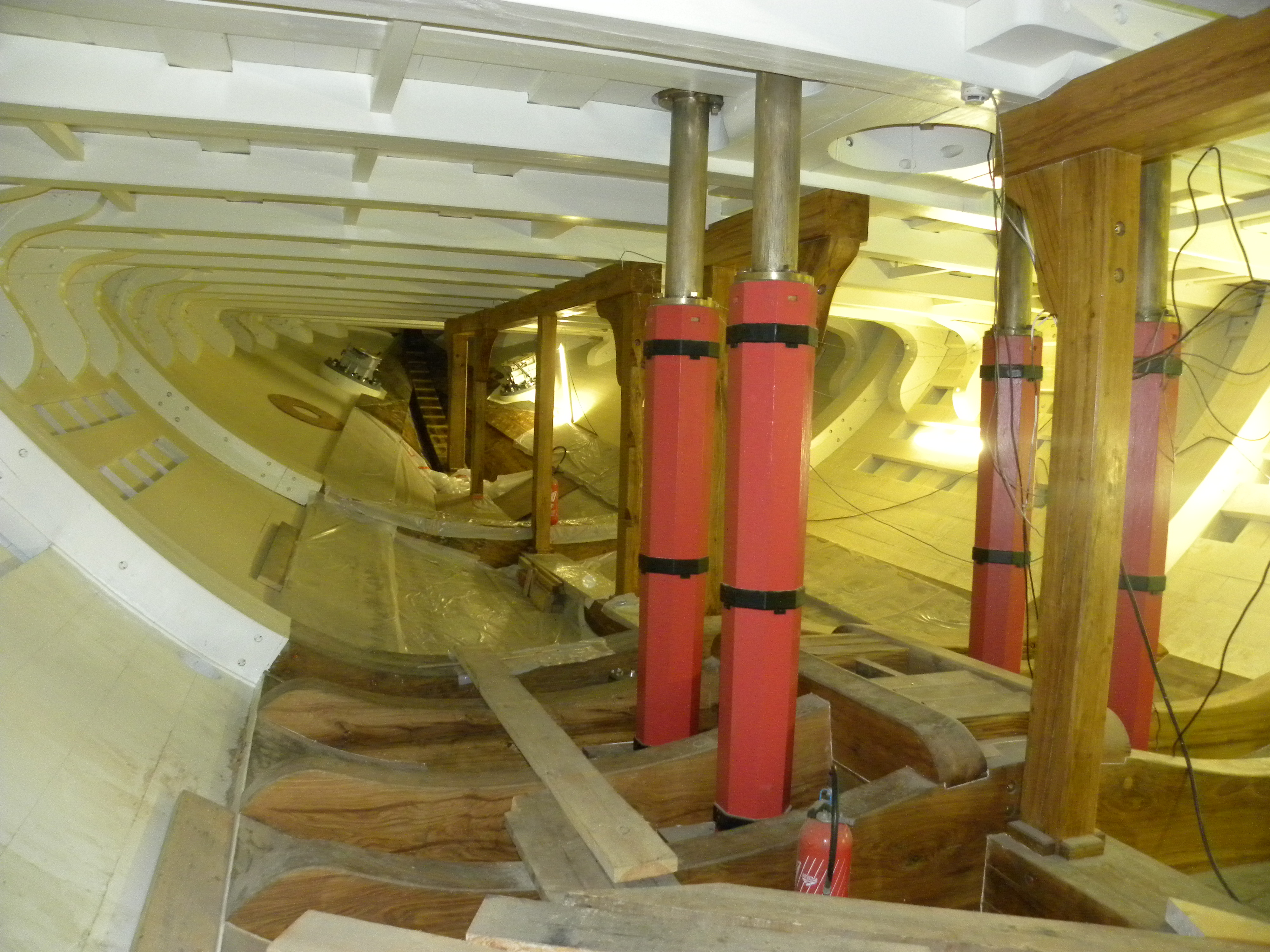
Varangues (non blanchi), Hermione (2014).

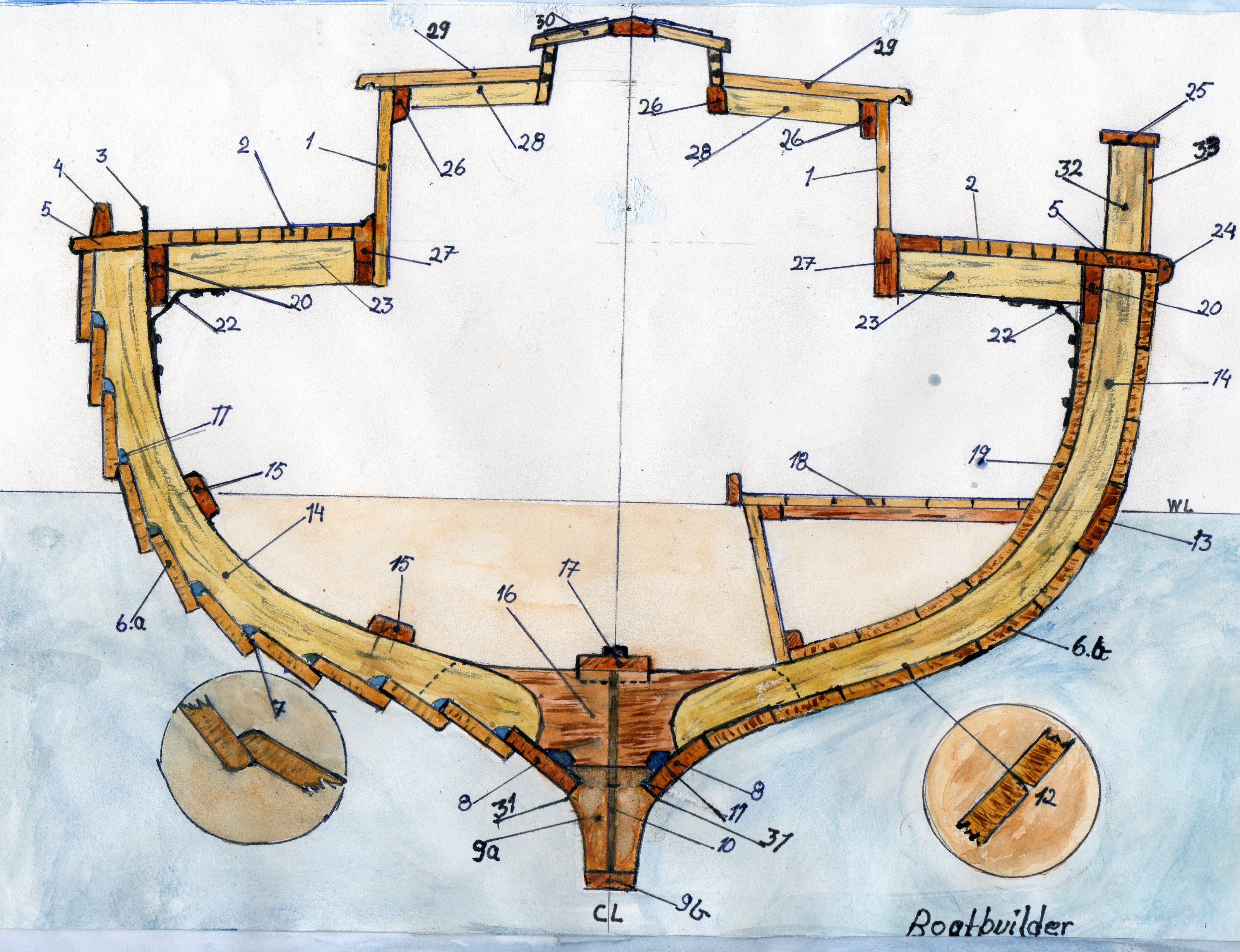
Cette coupe montre les varangues (16), faisant la jonction transversale entre la quille (9) et les couples (14).

Une varangue est une des pièces de charpente d'un bateau, servant, dans les fonds, de liaison transversale entre la quille et les deux couples de chaque côté, à la base de la coque.

## Étymologie
De l'ancien normand warengue, varengue, vrangue (Jersey) d'abord attesté dans les documents et les comptes du Clos des Galées de Rouen dès 1379 au sens de « partie inférieure de la membrure d'un bateau ». Il procède lui-même de l'ancien scandinave *vrang « courbe, varangue d'un bateau » (ancien norrois röng, génitif rangar) qui se poursuit sous les formes suédoises (dialectale) vrang, l'islandais röng, le féroïen rong et le moyen anglais wrang (XIIIe siècle).

## Description

### Construction navale en bois
Sur les grands navires en bois, elles s'assemblent avec les bois tors ou genoux (en forme de U plat ou de V pincée à l'arrière) et les allonges pour former les couples. Dans le cas de présence d'une carlingue, les varangues reposent dessus. Des anguillers sont pratiqués au pied des varangues pour faciliter l'écoulement d'eau le long de la quille. 

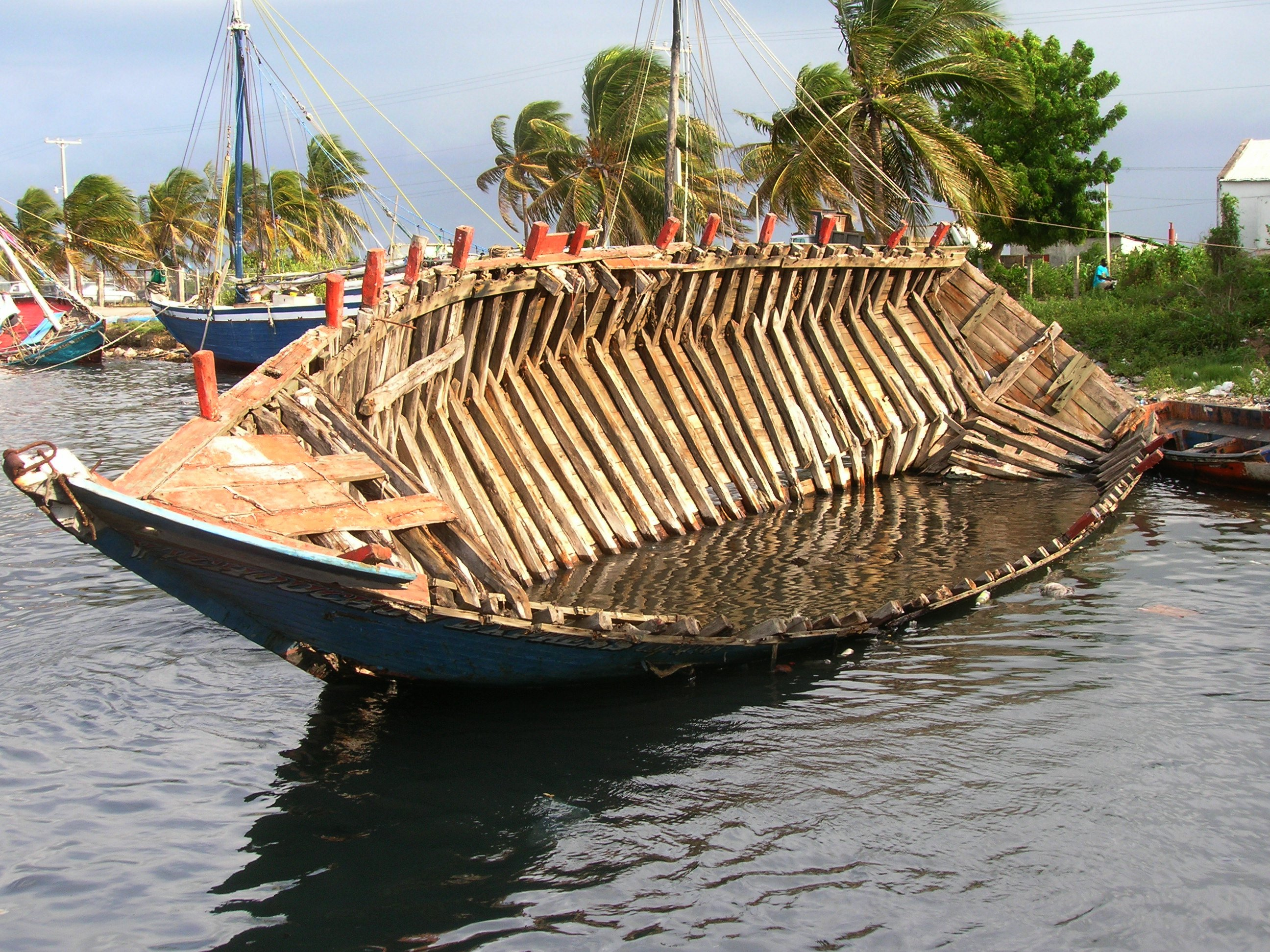
Membrures et varangues servant à assurer la solidarisation entre la sole et la bordaille.
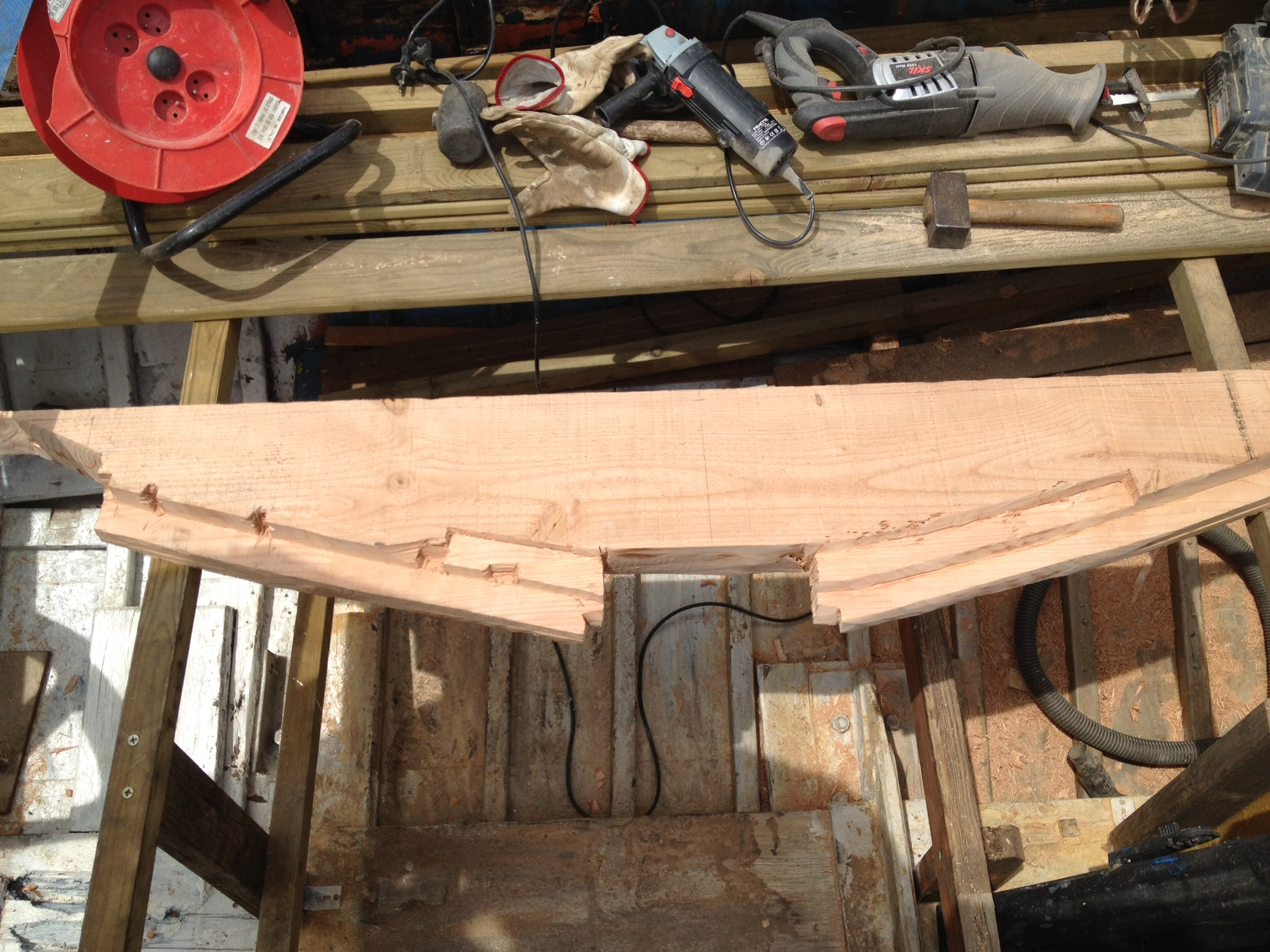
Varangue sur une petite coque.

Une varangue est dite « acculée », lorsque l'extrémité de cette pièce s'élève considérablement au-dessus du plan supérieur de la quille, la partie chevauchant la quille appelant le cul. La plus longue varangue située au maitre bau (endroit le plus large de la coque) est dite maitresse varangue. À l'inverse sur les parties étroite de la quille, il n'y a pas de couple, seulement des varangues courtes appelées varangues sèches. Lorsqu'une varangue s'appuie contre la quille sans la chevaucher, on parle de fausse varangue, il existe alors une fausse varangue droite et gauche. Lorsqu'une varangue est doublée et enchâsse un couple on parle de varangue de porque.
En construction navale traditionnelle quatre dimensions sont utilisées pour les varangues : tour, droit, longueur et ouverture.
La varangue est aussi appelée rable ou râble, terme usité surtout à propos de la marine de Loire.
| - Bois de chaluppe ; varangues acculées de fond et de porques ; varangue de fond. - Varangue acculée ; plançon. - Varangue de fonds et de porques ; sep d'éconte de hune. |

### Construction navale en acier
Dans la construction en métal des navires cargo, les varangues s'étendent jusqu'aux goussets de pied de membrure, et comportent des orifices de dimension suffisante pour laisser passer une personne. Des carlingues divisent les varangues.
Les varangues étant situées en fond de coque (susceptible d'être plus corrodé), l'acier est parfois remplacé par l'inox.

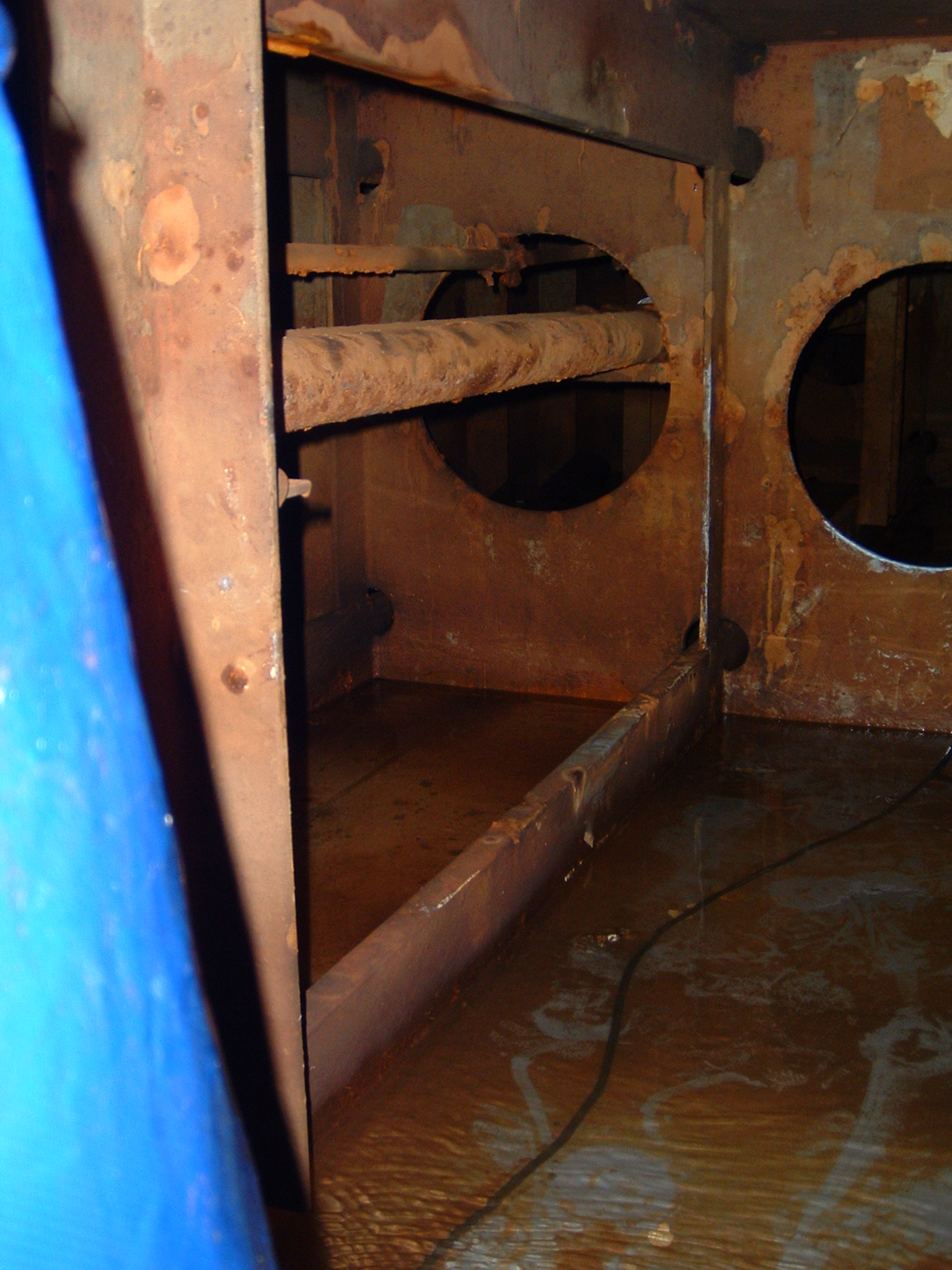
Vue du double fond d'un navire cargo avec une varangue à l'arrière-plan.